# Всё о Бенджаминах
«Всё о Бенджаминах» (англ. All About the Benjamins) — американский комедийный-боевик Кевина Брэя 2002 года, снятый по сценарию Айс Кьюба.

## Сюжет
«Охотник за головами» Бакум получает от своего шефа Мартинеса задание в очередной раз поймать мелкого мошенника по имени Реджи. Ранее Бакум уже несколько раз ловил его и сдавал полиции. Бакум находит Реджи около магазина и отправляется за ним в погоню по улицам Майами.
В это время на крыше одного из зданий грабители Джулиан и Урсула убивают мистера Баркли, обладателя коллекции алмазов. Они похищают алмазы и скрываются на своём фургоне. В этой же машине прячется от Бакума Реджи, который теперь случайно становится свидетелем разговора преступников об алмазах. В доках ему удаётся сбежать от грабителей. Изучая же алмазы, Джулиан и Урсула понимают, что они поддельные. Теперь им придётся держать ответ перед Уильямсоном, гангстером для которого они их воровали.
Придя домой, Реджи узнаёт, что его девушка Джина выиграла большую сумму денег в лотерею. Лотерейный билет был у него в бумажнике, но он выпал в фургоне. Реджи собирается ехать в доки, искать свой бумажник, но его ловит Бакум. Реджи уговаривает Бакума работать вместе. Ни в какой лотерейный билет Бакум не верит, но ему интересно поймать похитителей алмазов.
Бакум и Реджи ничего в доках не находят. Бакум принимает решение ловить преступников «на живца». Он приковывает Реджи и его подружку наручниками к кровати у них дома. Действительно через некоторое время к ним наведывается Джулиан, которого послал Уильямсон, чтобы разузнать, кто такой этот Реджи и что он знает о настоящих алмазах. Джулиана берут в плен и узнают от него об Уильямсоне. Бакум отправляется в доки в дилерский центр Уильямсона по продаже лодок, но ничего узнать там ему не удаётся.
Бакум и Реджи отправляются домой к убитому хозяину алмазов мистеру Баркли, чтобы поговорить с его женой. На месте выясняется, что она мертва, но случайно в аквариуме отыскиваются настоящие алмазы. Джину же в это время похищает Уильямсон. Бакум и Реджи назначают Уильямсону встречу на собачьих бегах, где соглашаются обменять алмазы на Джину.
Во время сделки Бакум и Реджи получают Джину, а Уильямсон алмазы. Далее Уильямсон встречается со своим покупателем, которому продаёт алмазы, а затем скрывается на своей яхте. Бакум, Реджи, Джина и коллега Бакума Пэм отправляются за ним. Завязывается потасовка. Бакуму удаётся одолеть Уильямсона и припрятать его деньги. Прибывает полиция, которой он сдаёт раненого Реджи.
Через шесть недель Реджи выходит из тюрьмы. Бакум, Джина и Пэм встречают его. Вся компания отправляется тратить деньги.

## В ролях
- Айс Кьюб — Бакум
- Майк Эппс — Реджи
- Томми Флэнаган — Уильямсон
- Кармен Чаплин — Урсула
- Ева Мендес — Джина
- Валери Рэй Миллер — Пэм
- Энтони Джиаймо — Мартинес
- Джефф Чейз — Манго
- Роджер Гуэнвёр Смит — Джулиан
- Джино Сальвано — Микки
- Тони Уорд — Ти Джей
- Энтони Майкл Холл — Лил Джей
- Боб Картер — мистер Баркли
- Bow Wow — Келли

## Критика
Фильм собрал в прокате порядка $25 млн при бюджете в $15 млн. Критики прохладно приняли фильм. На Rotten Tomatoes рейтинг «свежести» фильма составляет 31 %. Фильм критиковали за плохую режиссуру и беспричинную жестокость. На Metacritic у фильма 34 балла из 100. Отмечалось, что в первый раз (фильм «Следующая пятница» 2000 года) дуэт Айс Кьюба и Майка Эппса сработал лучше. В этом же фильме Айс Кьюб всегда слишком серьёзный.

## Саундтрек
Саундтрек был выпущен 19 февраля 2002 года на лейбле New Line Records и состоял из хип-хопа и R&B. Альбом достиг 65-го места в альбомном чарте Billboard 200. Сайт AllMusic оценил альбом на 3 звезды из 5.
| №                   | Название                       | Исполнитель                                                    | Длительность |
| ------------------- | ------------------------------ | -------------------------------------------------------------- | ------------ |
| 1.                  | «Told Y’all»                   | Trina featuring Rick Ross                                      | 3:19         |
| 2.                  | «Tha Come Up»                  | Petey Pablo featuring Sunshine Anderson                        | 3:46         |
| 3.                  | «Cream Cheese»                 | Mýa                                                            | 3:12         |
| 4.                  | «It’s All About the Benjamins» | Puff Daddy featuring Notorious B.I.G., Lil’ Kim and The L.O.X. | 4:38         |
| 5.                  | «Dime, Quarter, Nickel, Penny» | Nappy Roots                                                    | 3:49         |
| 6.                  | «Bling Bling»                  | Hot Boys and Big Tymers                                        | 5:12         |
| 7.                  | «For the Love of Money»        | The O’Jays                                                     | 3:43         |
| 8.                  | «Money All the Time»           | F.T. and M.A.F.I.A.                                            | 4:51         |
| 9.                  | «Hi-Lo»                        | JT Money and Solé                                              | 4:08         |
| 10.                 | «Mamacita»                     | Public Announcement                                            | 3:45         |
| 11.                 | «Destiny Complete»             | The Angel and Mystic                                           | 4:18         |
| 12.                 | «Tears»                        | IMx                                                            | 3:18         |
| 13.                 | «Hard Work»                    | John Handy                                                     | 3:14         |
| Общая длительность: | Общая длительность:            | Общая длительность:                                            | 51:07        |